# Marinade

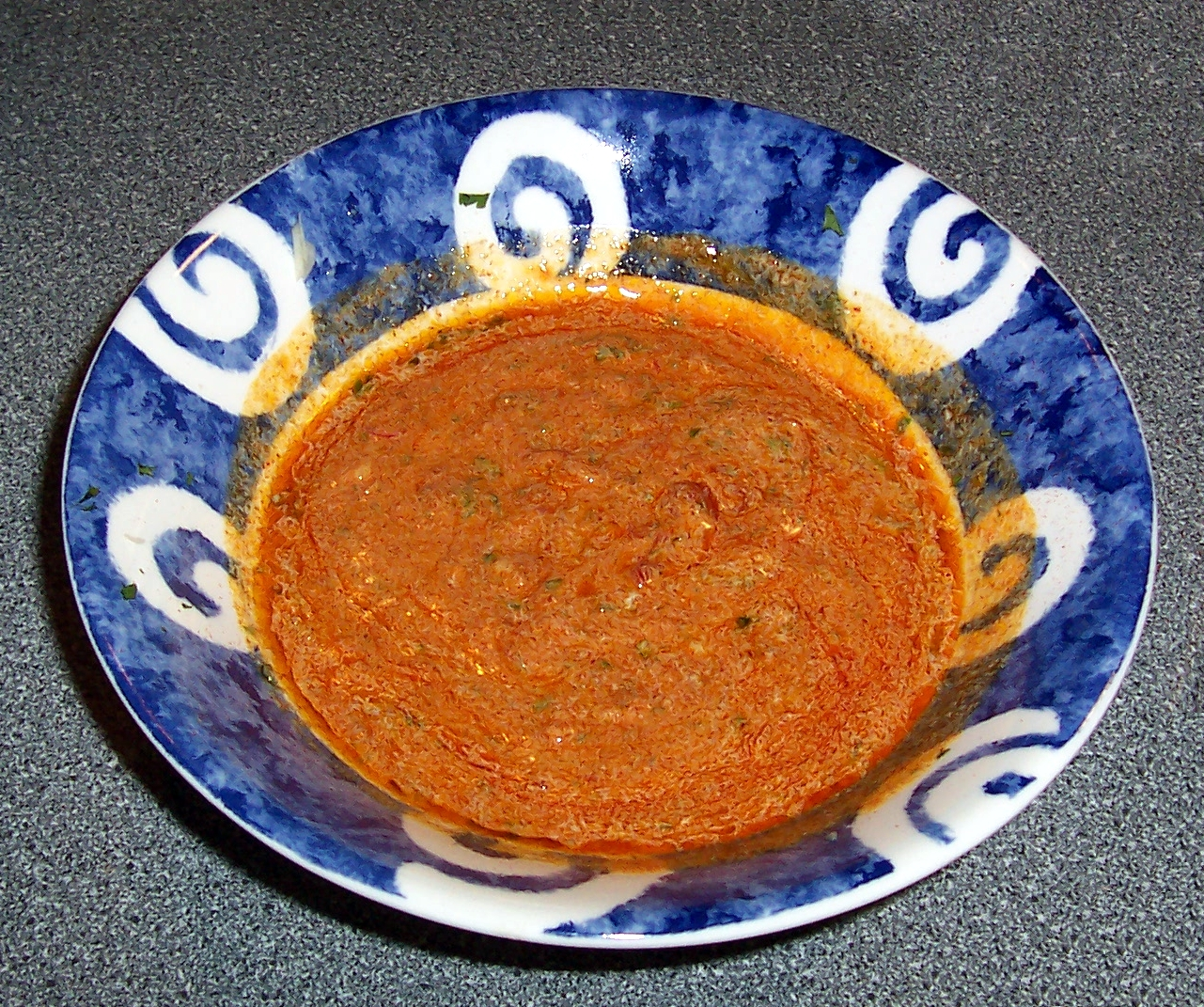
Een schaaltje marinade

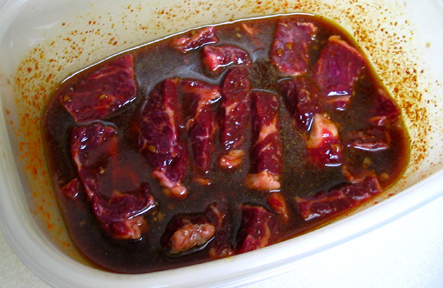
Vlees wordt gemarineerd

Marinade is een meestal zure, aromatische vloeistof die wordt gebruikt voor het verbeteren van de smaak en het malser dan wel krokanter maken van vlees, vis, tofoe, groenten en brood. Marineren is een kooktechniek waarbij men deze etenswaren in de marinade laat staan.
De samenstelling van marinade hangt af van de te marineren bestanddelen. Vaak gebruikte ingrediënten zijn:
- water
- kruiden
- azijn
- plantaardige olie
- wijn
- keukenzout
- sojasaus
- worcestersaus
- yoghurt (in de Indiase keuken).

Bij het binnendringen in vlees zorgt het zuur van de marinade voor het afbreken van bindweefsel waardoor het malser wordt. Een marinade met kiwi of ananas kan vlees ook malser maken door de aanwezigheid van het enzym actinidine.
De duur van het marineren varieert van seconden tot dagen.